# 黒猫 (小説)
「黒猫」（くろねこ、The Black Cat）は、1843年に発表されたエドガー・アラン・ポーの短編小説。酒乱によって可愛がっていた黒猫を殺した男が、それとそっくりな猫によって次第に追い詰められていく様を描いたゴシック風の恐怖小説であり、ポーの代表的な短編の一つ。天邪鬼の心理を扱っていることでは同作者の「天邪鬼」と、犯罪の露見を扱っている点では「告げ口心臓」とモチーフを同じくする。
『サタデー・イヴニング・ポスト』（ただし、このときは一時的に『ユナイテッド・ステイツ・サタデー・ポスト』の名称を使用）8月19日に初出。発表時より好評を博し、ポーの同時代人トマス・ダン・イングリッシュの『The Ghost of the Grey Tadpole』をはじめ様々なパロディがある。

## あらすじ
語り手は幼い頃から動物好きで、さまざまなペットを飼っていた人物である。彼は若くして結婚したが、妻もまた動物好きであったため、小鳥や金魚、犬やウサギといった様々な動物を購入しペットにしていた。その中でもプルートー（冥界を司る神の名前）と名づけられた黒猫はことのほか美しく、また語り手によくなついていた。しかし、語り手は次第に酒乱に陥るようになり（語り手は2種の酒を飲む）、不機嫌に駆られて飼っている動物を虐待するようになった。それでもプルートーにだけは手を挙げないでいたが、ある日、プルートーに避けられているように感じた語り手は猫を捕まえ、衝動的にその片目を抉り取ってしまった。当初は語り手も自分の行いを後悔していたものの、その後も募る苛立ちと天邪鬼の心に駆られ、ある朝とうとうプルートーを木に吊るし殺してしまう。その晩、語り手の屋敷は原因不明の火事で焼け落ち（火事原因は語られていない）、彼は財産の大半を失う。そして奇妙なことに、唯一焼け残った壁には首にロープを巻きつけた猫の姿が浮き出ていた。
その後、良心の呵責を感じた語り手はプルートーによく似た猫を探すようになり、ある日酒場の樽の上にそっくりな黒猫がいるのを見つける。彼は黒猫を引き取って家に持ち帰り、始めは妻とともに喜び合っていたが、しかしその猫がプルートーと同じように片目であることに気付くと、次第にこの猫に対する嫌悪を感じるようになる。その上、その猫の胸には大きな白い斑点があったのだが、それが次第に大きくなって絞首台の形になってきた。黒猫の存在に耐え難くなった語り手は、ある日発作的に猫を手にかけようとするが、妻が割り込み止めようとしたために逆上し、妻を殺害してしまう。語り手は死体の隠し場所を思案したのち、地下室の煉瓦の壁に塗りこめて警察の目を誤魔化す。しかし捜査が地下室にまで及び、それでも露見する気配がないと見た語り手は、調子に乗って妻が塗り込められている壁を叩く。すると、その壁からすすり泣きか悲鳴のような奇妙な声が聞こえてきた。異変に気付いた警察の一団が壁を取り壊しにかかると、直立した妻の死体と、その頭上に座り、目をらんらんと輝かせたあの猫が現れる。語り手は妻とともに猫を壁のなかに閉じ込めてしまっていたのであり、その猫によって絞首刑にかけられる運命を負わされたのだった。

## 翻案
「黒猫」は1934年にベラ・ルゴシおよびボリス・カーロフ主演で映画化されており、1941年にもルゴシとベイジル・ラスボーン主演のものが製作されているが、これらはどちらも原作にそれほど忠実ではない。
他に多数の翻案があるが、最も原作に忠実に作られているのはロジャー・コーマン監督のオムニバス映画『黒猫の怨霊』の第二編として製作されたものである。
1934年のドウェイン・エスパー監督の映画『マニアック』も「黒猫」を大まかに翻案したものになっている。
1972年には、イタリア映画« Il tuo vizio è una stanza chiusa e solo io ne ho la chiave »（お前の悪徳は閉ざされた部屋で私だけがその鍵を持っている、日本未公開）の原作としてクレジットされている。監督：セルジオ・マルティーノ、主演：エドウィジュ・フェネシュ、脚本：エルネスト・ガスタルディ、音楽：ブルーノ・ニコライ。大まかなストーリーとラストにはポーの原作と共通する部分があるものの、ボワロー＝ナルスジャックの『悪魔のような女』の要素やダリオ・アルジェント監督の映画『歓びの毒牙』（1969）の要素を取り入れ、被害者と加害者の立場が何度も入れ替わるなど大幅な脚色を加えており、ほとんどオリジナル・ストーリーに近い。
1981年にはルチオ・フルチ監督・脚本の『恐怖!黒猫』が製作されている。主演：パトリック・マギー、音楽：ピノ・ドナッジオ。ラスト・シーンなどポーの原作に基づく要素はあるものの、ストーリー展開やキャラクター設定など原作から離れた部分が多く、ほぼオリジナル・ストーリーと言ってもよい。
1988年のオムニバス映画『エドガー・アラン・ポーの ホラー・ナイト・ストーリー』の第二話で、マーク・ジェイコブス監督により映画化された。時代背景は製作時の1980年代に設定されている。ストーリーは原作に忠実だが、あまりにもスローテンポな演出のために恐怖をほとんど感じさせず、美術や特殊効果などもひどく安っぽい。本作後に製作されたダリオ・アルジェント版と比べるとクオリティにおいて遥かに劣る。
1989年のイタリア映画『デモンズ6/最終戦争』の原作かのように宣伝された。監督・脚本：ルイジ・コッツィ。原題は黒猫を意味する« Il gatto nero »であり、英語版のタイトルは« Edgar Allan Poe's The Black Cat »だが、内容はポーの「黒猫」とは全く関係がないオカルト映画である。劇中でミケーレ・ソアヴィ演じる映画監督が« The Black Cat »という映画を撮っている設定があるが、その劇中映画もマリオ・バーヴァの『モデル連続殺人!』（1964)のパロディのようでポーの「黒猫」の映画を撮っているわけではない。セールスの都合上、強引にポーの名前を利用しただけの作品である。
1990年にはアンソロジー映画『マスターズ・オブ・ホラー/悪夢の狂宴』の第二話で、ダリオ・アルジェントの監督、脚本により映画化されている。主演：ハーヴェイ・カイテル、音楽：ピノ・ドナッジオ、特殊メイク：トム・サヴィーニ。製作時の1990年頃を舞台にしており、概ね原作に忠実なストーリーながら大胆な脚色も加えられている。完成度においてはロジャー・コーマン版に次ぐ出来栄えとなっている。
また、アメリカ合衆国のオムニバス・テレビシリーズ『マスターズ・オブ・ホラー』第二期の11番目の作品としても映像化されている。近年ではマイク・フラナガン監督による2023年のミニシリーズ『アッシャー家の崩壊』の第4話が現代を舞台とした『黒猫』の翻案となっている。
日本のテレビアニメ『吸血姫美夕』第九話「あなたの家」も本作のオマージュである。

## 日本語訳
日本では1887年（明治20年）、饗庭篁村によって初めて翻訳された。これは日本におけるポー作品の最初の翻訳でもある。ただしこれは外国語の得意でない饗庭が友人に口訳してもらい、それをもとに意訳したものであり、正訳は6年後の1893年（明治26年）、『鳥留好語（とりとめこうご）』に収録された内田魯庵訳の「黒猫」が初である。その後明治年間に限っても櫻井鴎村、本間久四郎など複数の訳が出ており、1911年（明治44年）には平塚らいてうの訳が『青鞜』に掲載されている（第一巻第四号）。1931年から翌年にかけて刊行された佐々木直次郎訳の『エドガア・アラン・ポオ小説全集』（第一書房）にも収録されている。
2010年現在は以下に収録されているものが入手しやすい。
- エドガー・アラン・ポオ『ポオ小説全集』 4巻、江戸川乱歩解説、丸谷才一ほか訳、東京創元社〈創元推理文庫（F）〉、1974年9月27日。ISBN 4-488-52204-1。 - 河野一郎訳「黒猫」を収録。
- ポオ作『黒猫・モルグ街の殺人事件　他五篇』中野好夫訳、岩波書店〈岩波文庫 赤306-1〉、1979年12月18日。ISBN 4-00-323061-2。
- エドガー・アラン・ポー作『黒猫』富士川義之訳、集英社〈集英社文庫〉、1992年5月20日。ISBN 4-08-752025-0。
- エドガー・アラン・ポー作『モルグ街の殺人事件』金原瑞人訳、岩波書店〈岩波少年文庫〉、2002年8月20日。ISBN 4-00-114556-1。
- ポー著『黒猫／モルグ街の殺人』小川高義訳、光文社〈光文社古典新訳文庫〉、2006年10月9日。ISBN 4-334-75110-5。
- エドガー・アラン・ポー著『黒猫・アッシャー家の崩壊――ポー短編集Ｉ　ゴシック編――』巽孝之訳、新潮社〈新潮文庫 ホ-1-4〉、2009年4月1日。ISBN 978-4-10-202804-9。
- E.A.ポー著『ポー名作集』丸谷才一訳（改版）、中央公論新社〈中公文庫 ホ3-2〉、2010年7月25日。ISBN 978-4-12-205347-2。